# Округ Обајон (Тенеси)
Обајон (енгл. Obion County) је округ у америчкој савезној држави Тенеси.

## Демографија
По попису из 2010. године број становника је 31.807, што је 643 (-2,0%) становника мање него 2000. године.
| Група             | 2000.          | 2010.          |
| Белци             | 28.335 (87,3%) | 26.988 (84,8%) |
| Афроамериканци    | 3.196 (9,8%)   | 3.367 (10,6%)  |
| Азијати           | 61 (0,2%)      | 77 (0,2%)      |
| Хиспаноамериканци | 616 (1,9%)     | 999 (3,1%)     |
| Укупно            | 32.450         | 31.807         |